# Je suis un mouchard
Pour plus de détails, voir Fiche technique et Distribution.
Je suis un mouchard est un film français réalisé par René Chanas, sorti en 1953.

## Fiche technique
- Titre : Je suis un mouchard
- Réalisation : René Chanas
- Scénario et dialogues : René Chanas
- Photographie : Nicolas Toporkoff
- Montage : Lola Barache
- Musique : Jean Wiéner
- Son : Louis Hochet
- Décors : Lucien Aguettand
- Producteurs : Alexandre Kamenka[1], Lucien Masson[2]
- Sociétés de production : Alkam Films - Films Alexandre Kamenka - Sirius Films
- Pays de production :  France
- Langue : Français
- Format : Noir et blanc — 35 mm — 1,37:1 — Son : Mono
- Genre : Film dramatique
- Durée : 95 minutes
- Date de sortie :
  - France : 17 avril 1953
- Affiche : Jacques Bonneaud, René Péron (France)

## Distribution
- Madeleine Robinson : Mado
- Yves Massard : Henri
- Paul Meurisse : Bob Torquella
- Albert Dinan : Petit Jules
- Georges Baconnet : le commissaire Baudin
- Alfred Baillou : le faux gardien bossu
- Jacques Ciron
- Lucien Desagneaux
- Bernard Farrel
- Georges Hubert
- François Valorbe
- Louis Harry
- Pierre Paulet
- Jacques Sandri
- Max Tréjean